# Chuck (série de televisão)
Chuck é uma série de televisão de ação e comédia, que teve seu início na temporada 2007/2008 e o seu final na temporada 2011/2012 nos EUA. Foi criada por Josh Schwartz e Chris Fedak. A série é sobre um "gênio dos computadores" que recebe um e-mail encriptado de um antigo colega da universidade, que agora trabalha para a CIA; a mensagem instala a última cópia que resta dos maiores segredos do mundo da espionagem no cérebro de Chuck.
Produzida pela College Hill Pictures, Wonderland Sound and Vision e Warner Bros. Television, a série estreou a 24 de Setembro de 2007 na NBC, tendo sido transmitida nas noites de Segunda-feira às 8/7c. Apesar de ter havido uma melhora durante toda a primeira temporada, esta teve apenas 13 episódios; a produção parou durante a Greve dos roteiristas dos Estados Unidos (2007-08).
A segunda temporada começou no dia 29 de Setembro de 2008, contabilizando 22 episódios encomendados. A cadeia televisiva NBC lançou o primeiro episódio uma semana antes de ir para o ar através de múltiplos métodos de distribuição online e televisão a cabo.
Depois de dois meses da campanha "Save Chuck" (em português: Salvem Chuck), montada por fãs, a série Chuck foi renovada para ter uma terceira temporada, com 13 episódios previstos, mas passou a ter 19 episódios. Também foi anunciado uma grande acordo de patrocínio, entre a NBC e a cadeia de restaurantes Subway, para ajudar a cobrir os custos desta temporada.
A NBC anunciou a 19 de Novembro de 2009 que a terceira temporada de Chuck iria ao ar no Sábado, dia 19 de Janeiro de 2010, com uma estreia de duas horas, isto, antes de mudar para o seu horário permanente às Segunda-feiras, às 20:00.  A estreia de 2 horas arrecadou o maior share desde 2007 (com exceção para o episódio especial em 3D que foi para o ar um dia depois da Super Bowl XLIII): 7.7 milhões espectadores e  3.0 share para a primeira hora, caindo para 7.2 milhões de espectadores e 2.9 de share na segunda hora.
No Brasil, estreou no canal Warner Channel em Novembro de 2007. Em Portugal, estreou dia 30 de Abril de 2008 na RTP2 e dia 16 de Junho, no AXN.
Ainda no Brasil, foi exibida no canal aberto SBT, porém com o final da segunda temporada foi substituída pela novela mexicana As tontas não vão para o céu, prometendo voltar no ano seguinte com a terceira temporada. A partir de 3 de janeiro de 2011, começou a ser exibida a terceira temporada no canal. A quarta temporada da série passou a ser exibida no canal a partir de 23 de agosto de 2012 e a quinta temporada da série passou a ser exibida a partir de 07 de Fevereiro de 2013; mesmo dia que o DVD da última temporada foi lançando no Brasil.

## Sinopse

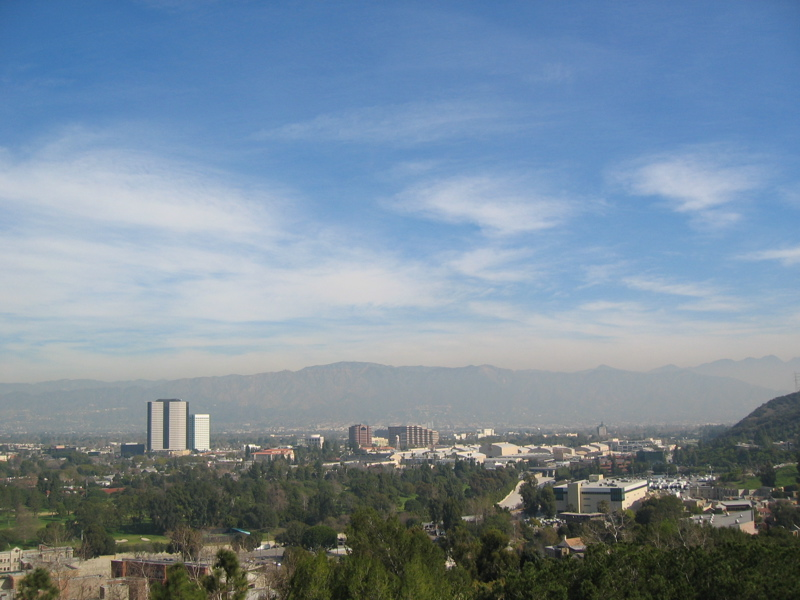
Burbank, principal cenário da série.

Chuck Bartowski (Zachary Levi) está nos seus 26 anos, vive em Burbank, Califórnia, e é supervisor do Nerd Herd, (um balcão de atendimento que serve para tirar dúvidas dos clientes ou consertar algum problema nos aparelhos eletrônicos) na loja Buy More daquela cidade (paródia ao Geek Squad da Best Buy), uma cadeia de lojas de produtos eletrônicos. Lá, ele trabalha juntamente com o seu melhor amigo, Morgan Grimes (Joshua Gomez). A irmã de Chuck, Ellie (Sarah Lancaster), e o agora marido, Devon "Capitão Incrível" Woodcomb (Ryan McPartlin), são médicos e estão constantemente a encorajar Chuck a fazer progressos na sua vida romântica e profissional.
No princípio da série, Chuck recebe um e-mail de Bryce Larkin (Matthew Bomer), o seu antigo colega de quarto da Universidade de Stanford, que agora é, aparentemente, um agente "renegado" da CIA. Quando abre o dito e-mail, toda a base de dados de todos os segredos governamentais dos Estados Unidos — um super neurocomputador chamado  Intersect — é instalado no seu cérebro. Tanto a NSA como a CIA querem a tecnologia devolvida e por isso, enviam agentes seus, o coronel John Casey (Adam Baldwin) e a agente Sarah Walker (Yvonne Strahovski), para recuperar os dados.
Já que a informação foi roubada por Bryce e a cópia do governo destruída durante a sua fuga, e desde que Chuck começou a "Lampejar" informações da base de dados, ativada por certos impulsos à sua volta (tais como caras, vozes, palavras-chave em contexto e objetos variados), ele deve usar o conhecimento que possui para ajudar o governo a capturar assassinos e terroristas internacionais, de tal forma que destrói a sua antiga vida de calmaria. Chuck deve manter a sua nova ocupação em segredo da família e amigos, de modo a preservar a segurança dos mesmos. Isto faz com que Casey e Walker estabeleçam um difícil aliança e identidades secretas: Walker passa a "namorar" Chuck e arranja um trabalho de disfarce numa lanchonete local perto da Buy More enquanto Casey, de forma relutante, vai trabalhar disfarçado como membro da equipe da loja.
À medida que a série avança, é revelado que espiões renegados estão envolvidos numa guerra com a comunidade de espiões legítima, e que Bryce roubou o Intersect para impedir que esses mesmos espiões o roubassem, isto porque eles acreditam que só conseguirão ajudar a sua causa se capturarem o Intersect humano ou se construírem o seu próprio.
Entretanto, o governo também quer reconstruir o Intersect. Isto faria com que o computador na cabeça de Chuck se tornasse supérfluo, fazendo dele um risco para a segurança nacional. Por essa razão, Casey está secretamente incubido de matar Chuck se e quando se tornar desnecessário.
Chuck, Sarah e Casey enfrentam conflitos profissionais à medida que o respeito entre eles cresce e à medida que um interesse romântico genuíno cresce entre Chuck e Sarah. O desejo de Chuck de manter as suas antigas ligações e eventualmente voltar a uma vida normal é desafiado por perigos e crescentes responsabilidades da sua nova vida secreta, de tal modo que ele se torna, de forma gradual, num agente mais disposto, competente e confiante.
A partir da terceira temporada, Chuck decide, voluntariamente, tornar-se no espião de verdade, para desapontamento de Sarah. Embora tenha reprovado na "escola de espiões", a sua eficácia em campo faz com que a General Beckman lhe dê uma segunda oportunidade e o reintegre como membro da equipe, onde é introduzido Daniel Shaw para encorajar o seu desenvolvimento como espião. Chuck deve agora aprender a equilibrar as suas emoções de forma a conseguir controlar o Intersect, o que se torna complicado devido aos seus sentimentos por Sarah. Em "Chuck contra o herói americano" Chuck é oficialmente induzido como agente pela General Beckman, em "Chuck Contra O Outro Cara" Chuck e Sarah começam uma relação, que até ali não se tinha concretizado, e no episódio "Chuck Contra A Beira do Abismo " eles se casam.

## Elenco

### Primário
| Ator                      | Personagem                           |
| ------------------------- | ------------------------------------ |
| Zachary Levi              | Chuck Bartowski / Charles Carmichael |
| Yvonne Strahovski         | Sarah Walker                         |
| Adam Baldwin              | John Casey                           |
| Joshua Gomez              | Morgan Guillermo Grimes              |
| Sarah Lancaster           | Ellie Bartowski                      |
| Ryan McPartlin            | Devon Woodcomb / Capitão Incrível    |
| Mark Christopher Lawrence | Michael "Big Mike" Tucker            |
| Scott Krinsky             | Jeffrey "Jeff" Barnes                |
| Vik Sahay                 | Lester Patel                         |
| Bonita Friedericy         | General Diane Beckman                |

### Secundário
| Ator               | Personagem               | Temporada(s) |
| ------------------ | ------------------------ | ------------ |
| Tony Todd          | Langston Graham          | 1            |
| C.S. Lee           | Harry Tang               | 1            |
| Julia Ling         | Anna Wu                  | 1, 2 e 3     |
| Matthew Bomer      | Bryce Larkin             | 1 e 2        |
| Mini Anden         | Carina Miller            | 1, 3 e 4     |
| Rachel Bilson      | Lou Palone               | 1            |
| Jordana Brewster   | Jill Roberts             | 2            |
| Tony Hale          | Emmett Milbarge          | 2 e 3        |
| Scott Bakula       | Stephen J. Bartowski     | 2 e 3        |
| John Larroquette   | Ron Montgomery           | 2 e 4        |
| Brandon Routh      | Daniel Shaw              | 3 e 5        |
| Kristin Kreuk      | Hannah                   | 3            |
| Mekenna Melvin     | Alex McHugh              | 3, 4 e 5     |
| Linda Hamilton     | Mary Elizabeth Bartowski | 4 e 5        |
| Timothy Dalton     | Alexei Volkoff           | 4            |
| Lauren Cohan       | Vivian Volkoff           | 4            |
| Robin Givens *     | Jane Bentley             | 4            |
| Richard Burgi      | Clyde Decker             | 4 e 5        |
| Carrie-Anne Moss   | Gertrude Verbanski       | 5            |
| Mark Hamill *      | Jean-Claude              | 5            |
| Dominic Monaghan * | Tyler Martin             | 2            |
| Dave Bautista *    | T.I.                     | 4            |
| Eric Roberts *     | Packard                  | 4            |
| Stan Lee *         | Ele mesmo                | 5            |

*Participação especial em apenas 1 episódio.

## Produção

### Concepção
Josh Schwartz e Chris Fedak, criadores da série, escreveram o guião para o primeiro episódio. Schwartz e Fedak frequentaram ambos a Universidade do Sul da Califórnia e este último lançou a ideia a Schwartz, que concordou em desenvolver o projecto com ele. Joseph McGinty Nichol, que juntamente com Schwartz foi produtor executivo no The O.C., dirigiu a primeira hora da série e consequentemente tornou-se seu produtor executivo através da sua empresa de produção, Wonderland Sound and Vision. Fedak, Peter Johnson, Scott Rosenbaum, Matthew Miller e Allison Adler também serviram de co-produtores executivos. A série foi desde cedo uma escolha da NBC, numa encomenda de 13 episódios, a 10 de Maio de 2007.  A 26 de November de 2007, a TV Guide publicou que a NBC tinha seleccionado a série para uma temporada completa, com 22 episódios.

### Elenco
Zachary Levi e Adam Baldwin foram os primeiros dois a serem escolhidos para o elenco, em Fevereiro de 2007, para os papéis de Chuck Bartowski e do veterano da NSA, o agente Major John Casey, respectivamente. Fedak sempre teve na cabeça Baldwin para o papel de John Casey, sendo que os produtores, durante o casting para a primeira temporada, descobriram que ele era a pessoa perfeita para o papel. No mesmo mês, a relativamente recém-chegada Yvonne Strahovski, foi escolhida para o principal papel feminino, que era então a agente da CIA, Sarah Walker.  Os castings continuaranm durante Março de 2007 com Sarah Lancaster, Joshua Gomez e Natalie Martinez, sendo-lhes atribuídos os papéis de Dra. Ellie Bartowski (irmã mais velha de Chuck), Morgan Grimes (melhor amigo de Chuck) e Kayla Hart (vizinha de Chuck, por quem ele tinha um interesse amoroso), respectivamente. A personagem de Kayla Hart foi abandonada antes das filmagens, pelos criadores. Chris Fedak e Josh Schwartz acharam improvável e muito complicado para o enredo que duas mulheres estivessem interessadas em Chuck. O apelido de Morgan foi mais tarde mudado para "Grimes" e o de Sarah mudado para "Walker", visto que antes era "Kent".[carece de fontes?]

## Recepção

### Share
Apesar da muita publicidade por parte da NBC, Chuck sofreu no share, a nível nacional, devido à forte concorrência estabelecida pelos sucessos da ABC (Dança Comigo), da FOX (House, M.D.) e da CBS (How I Met Your Mother, Regras de engajamento) transmitidos no mesmo horário (Segunda-feira entre as 20:00 e as 21:00). O share foi também influenciado, na primeira temporada, pela Greve dos roteiristas dos Estados Unidos (2007-08), na segunda temporada, pela conferência de imprensa do Presidente Barack Obama em horário nobre, o que levou a que o programa fosse adiado por uma semana, pouco tempo depois da NBC ter feito uma forte promoção para a série, aquando da Super Bowl.
| Temporada | Horário (EDT) | Estreia                | Último episódio       | Temporada da televisão | Rank | Espectadores nos Estados Unidos em milhões | Datas no Brasil (SBT)                         | Horários (SBT)                                          |
| --------- | --- | ---------------------- | --------------------- | ---------------------- | ---- | ------------------------------------------ | --------------------------------------------- | ------------------------------------------------------- |
| 1         | Segunda-feira às 20:00 (24 de Setembro de 2007 – 3 de Dezembro de 2007) Quinta-feira às 20:00 (24 de Janeiro de 2008) Quinta-feira 22:00 (24 de Janeiro de 2008) | 24 de Setembro de 2007 | 24 de Janeiro de 2008 | 2007–2008              | #65  | 8.68                                       | 31 de Agosto de 2008 - 27 de Novembro de 2008 | Domingos 11h                                            |
| 2         | Segunda-feira às 20:00 (29 de Setembro de 2008 – 27 de Abril de 2009)                                                                                            | 29 de Setembro de 2008 | 2 de Abril de 2009    | 2008–2009              | #71  | 7.36                                       | 1 de Março de 2010 - 2 de Abril de 2010       | Segunda a Sexta 16h / Segundas 01h (Reprise)            |
| 3         | Sábado às 20:00 (10 de Janeiro de 2010) Segunda-feira às 20:00 (11 de Janeiro de 2010 – Maio 2010)                                                               | 10 de janeiro 2010     | 24 de Maio 2010       | 2010                   | #71  | 5.99                                       | 3 de Janeiro de 2011 - 28 de Janeiro de 2011  | Segunda a Sexta 16h30 / Segundas 1h (Reprise)           |
| 4         | Sábado às 20:00 (20 de Setembro de 2010) Segunda-feira às 20:00                                                                                                  | 20 de Setembro de 2010 | 16 de maio de 2011    | 2010–2011              | #70  | 6.54                                       | 23 de Agosto de 2012 - 31 de janeiro de 2013  | Madrugada de Quinta para Sexta às 2:00 no Tele Sériados |
| 5         | Sexta-feira às 20:00 (28 de Outubro de 2011 – 27 de Janeiro de 2012)                                                                                             | 28 de Outubro de 2011  | 27 de Janeiro de 2012 | 2011–2012              |      |                                            | 07 de Fevereiro de 2013 - 02 de Maio de 2013  | Madrugada de Quinta para Sexta às 2:15 no Tele Sériados |

### Audiência no Brasil (TV Aberta)
Exibida de 03/01 à 28/01, com 19 episódios.
| Semana                        | Segunda | Terça | Quarta | Quinta | Sexta | Média Semanal |
| ----------------------------- | ------- | ----- | ------ | ------ | ----- | ------------- |
| 03/01 à 6 de janeiro de 2011  | 05      | 06    | 03     | 06     | 03    | 05            |
| 10/01 à 14 de janeiro de 2011 | 04      | 05    | 05     | 04     | 04    | 04            |
| 17/01 à 21 de janeiro de 2011 | 04      | 05    | 04     | 05     | 03    | 04            |
| 24/01 à 28 de janeiro de 2011 | 05      | 06    | 05     | 06     | **    | 06            |

Média Geral: 05 pontos - Bom
Fonte: Ibope MW Media. Cada ponto equivale a cerca de 60 mil pessoas em São Paulo

### Recepção crítica
As primeiras críticas a Chuck foram muito positivas.  A revista Rolling Stone inclui a séria na sua lista de Outono, "We Like to Watch" (pt: Nós gostamos de ver), logo em 2007. Referiu-se a ela  como uma série que "arrasa juntamente com outras estréias de Outono." Chuck aterrou na lista "10 Picks for 2007" (pt:10 escolhas para 2007), do jornal USA Today apelidando a performance de Levi como "incrivelmente vencedora". Classificaram a  esta comédia com três de quatro estrelas possíveis. Chuck também mereceu várias comparações com outra comédia aclamada pela crítica, que estreou no Outono de 2007, Reaper, que também tem um personagem principal com vinte e poucos anos, sem objectivos na vida e que trabalha numa grande loja retalhista, Work Bench, e é arrastado para o heroísmo contra a sua vontade.
À medida que o ano de 2008 se aproximava do fim, o programa recebeu mais aclamações da crítica. Em Dezembro desse mesmo ano, a revista Times nomeou a série como uma das 10 melhores do ano. No fim desse ano ainda fez parte, do top 10 das séries do Chicago Tribune, da lista TV Shows We Wish More People Watched (pt:Programas de televisão que gostávamos que mais pessoas assistissem) da Television Without Pity, da lista Top TV shows of 2008 (#4) do The Star-Ledger, da TV's Top 5 do The Miami Herald, e da lista Top 10 TV Shows of the Year (#6) do The New York Observer. Ainda houve tempo para Chuck ser mencionado, pelo Pittsburgh Post-Gazette, como um dos pontos brilhantes da televião em 2008.
Maureen Ryan, do Chicago Tribune, escreveu que "a série presta atenção à dinâmica da história e não se fica apenas pela comédia."  Ela continua dizendo que, "[dado] o nível de atenção prestado a todas as outras coisas como as emoções, o suspense, o enredo, as personagens, Chuck acaba por ser um dos programas do momento da TV que mais dá prazer de assistir." Angel Cohn, da Television Without Pity, acha que Chuck é uma série muito bem escrita, dizendo que "apresenta alguns dos mais inteligentes e mais perspicazes diálogos da TV". Ele louva a qualidade do elenco e faz notar que "enquanto a primeira temporada foi boa, a série deu um salto na segunda temporada." James Poniewozik da revista Time, disse que a série é uma "delícia" e com a segunda temporada os "novos episódios deram rapidamente um salto, com apostas mais arriscadas e piadas mais refinadas." Já Alan Sepinwall do The Star-Ledger, apelida Chuck de "a série de mais puro entretenimento, actualmente, na televisão, quer se esteja a falar de cabo ou sinal aberto." Ele afirma que "o que faz Chuck tão especial... é que há um entusiasmo fundamental e humanidade por detrás das piadas", com "um elenco de personagens apelativas interpretadas por muito bons actores."
Ao entrar em 2010, Aaron Barnhart do Kansas City Star descreveu a estreia da série como "refrescante, apelativa e limitada", expressando a preocupação de que "muitas séries de televisão se tornam demasiado" e temendo que esta terceira temporada fosse "sobre ficar sem ideias novas e viáveis".  O USA Today chamou a esta série "a hora com o melhor guião", na NCB. Contudo, a SLANT Magazine lamentou o restabelecimento da relação de Chuck e Sarah, na terceira temporada, dizendo que "tal como está, a situação de Chuck e Sarah está desgastada, cansado e típica", embora tenha acrescentado que "com uma série genuinamente agradável como Chuck, status quo está longe de ser uma sentença de morte".

### Prémios
A primeira temporada de Chuck beneficiou de muito reconhecimento formal. O programa foi mencionado várias vezes no Year-in-review Awards da IGN de 2007. Ao mesmo tempo que ganhou o prémio Melhor Nova Série de TV, Sarah Walker ganhou o prémio para Melhor Personagem da TV, e Chuck e Sarah, como casal, ganharam o prémio "Casal pelo qual torcíamos mais". Chuck também esteve nomeado para "Melhor Nova Série de Comédia" nos People's Choice Awards de 2008, que foi para o ar a 8 de January de 2008. Infelizmente, perdeu para Samantha Who? O coordenador de duplos da série, Merritt Yohnka, ganhou o Emmy de 2007 para "Melhor Coordenação de Duplos". Chuck também foi nomeado para "Melhor Design do Título Principal" em 2007, mas não ganhou. Merritt Yohnka voltou a ganhar, em 2008, o Emmy para "Melhor Coordenação de Duplos"  Em 2009, a série ganhou o Ewwy Award para Melhor Série de Comédia e Zachary Levi ganhou o de Melhor Actor numa Série de Comédia.

### Campanha para a renovação da série, 2009
Apesar de ter sido uma das primeiras séries a ser renovada pela NBC para a temporada televisiva de 2008-2009, Chuck foi classificado com um programa "na bolha" entre a renovação e o cancelamento em Abril de 2009, depois da NBC ter decidido atrasar a sua decisão de renovação para uma terceira temporada, até ao princípio de Maio. A segunda temporada da série não melhorou ou manteve a audiência que recebeu na primeira, e teve baixos shares consecutivos, fazendo dela um dos programas menos assistidos no horário de Segunda-feira, às 22:00. Preocupados com o facto de a série poder não ser renovada para uma terceira temporada, fâs da série lançaram a campanha "Save Chuck" que teve o seu ponto alto com o uso de redes sociais como o Twitter e o Facebook.
O fansite ChuckTV.net lançou o primeiro esforço organizado dos fãs, a camapanha Watch/Buy/Share, a 18 de March de 2009; uma carta escrita foi posteriormente adicionado a este esforço. Na semana de 6 de Abril de 2009, o blogger televisivo Kath Skerry mudou o nome do seu website de GiveMeMyRemote.com para GiveMeMyChuck.com e usou o Twitter para pedir os seus leitores para apoiarem a série, incitando colunistas televisivos como Alan Sepinwall do The Star-Ledger, Maureen Ryan do Chicago Tribune e Josef Adalian do TelevisionWeek, a escreverem sobre Chuck. Sepinwall também escreveu uma carta aberta à NBC com razões para a renovação do programa, enquanto Ryan encorajou o apoio dos fãs através duma lista das várias coisas com as quais podiam contribuir para a campanha para salvar Chuck. Uma fã, Wendy Farrington, inspirou-se na introdução de um produto para promoção em episódios da segunda temporada para organizar a campanha de compra das sanduíches submarinas "Footlong" da Subway na data de transmissão do último episódio da segunda temporada. Este movimento ganhou o apoio de vários membros do elenco e da equipa, com o actor Zachary Levi tendo sido visto a levar centenas de fãs a um restaurante Subway em Birmingham, Inglaterra. Membros do elenco e equipa de suporte participaram num episódio especial chamado Chuck vs the Podcast, a 24 de Abril de 2009, mesmo antes do último episódio da temporada, para encorajar os fãs a manterem a campanha em andamento e agradecer-lhes o apoio. Na campanha, o co-criador Josh Schwartz notou que era "uma das melhores experiências da [sua] vida que testemunhou, e certamente uma das mais gratificantes criativamente". Outros esforços por parte de fãs incluem a campanha "Have a Heart, Renew Chuck", envolvendo fãs de Chuck a doarem dinheiro para a American Heart Association em favor da NBC. Através do upfront da NBC a 19 de Maio de 2009, foram recolhidos mais de $17,000.
A campanha também teve muita cobertura por parte da imprensa e dos media, com o The Hollywood Reporter classificando Chuck com uma das "séries na bolha mais discutidas online". Linda Holmes, escrevendo para a NPR, notou o apoio que a campanha tinha recebido tanto dos fãs como dos críticos, e comenta: "É muito comum abrirem-se abismos entre críticos e espectadores... Mas aqui, os críticos encontram-se eles mesmo a defender apaixonadamente algo que é extremamente agradável de ver." James Poniewozik da revista Time escreveu sobre a eficácia das colunas-salvem-esta-série e dos protestos dos fãs, dizendo, "O facto triste da televisão suportada pela publicidade é que, ao contrário televisão por cabo, continua a beneficiar a largura, e não a profundidade, das audiências. Quatro milhões de pessoas que veem a série arduamente, continuam a ser apenas quatro milhões de pessoas para um anunciante. A não ser que eles gastem dinheiro." Ele afirmou que a campanha "Finale & Footlong" era de longe a maneira mais eficaz de mostar apoio já que a Subway é um dos maiores patrocinadores de Chuck. Contudo, Josh Bernoff da Advertising Age assinala, "Milhares de espectadores leais e visíveis não se equiparam aos efetivos milhões de espectadores. A vaga de apoiantes pode ser mais pequena do que parece. Pessoas que se reúnem online não são uma amostra representativa."
Em apoio à série, a Nestlé enviou mais de 1,000 pacotes dos seus doces Wonka Nerds  para a NBC depois de Josh Schwartz ter feito uma sugestão aos fãs numa entrevista a 20 de Abril de 2009, com o The New York Times. Adicionalmente, Chuck ganhou o inquérito anual "Save Our Shows" (pt:Salvem as nossas séries) pelo USA Today no qual 43,000 pessoas votaram, colocando a série no topo com 54% dos votos, batendo outras séries em risco como Cold Case (45%) e Without a Trace (41%). As petições realizadas também foram mencionadas no episódio de 12 de Maio de 2009 do The Daily Show with Jon Stewart.
A decisão da NBC de renovar a série para uma terceira temporada de treze episódios foi anunciada a 17 de Maio de 2009. Tanto Ben Silverman da NBC como o co-criador Chris Fedak confirmaram que poderia haver ainda a escolha de acrescentar mais nove episódios. Apesar de Silverman ter afirmado que a NBC não vai baixar os custos, Schwartz disse que os estúdios de produção da série, Warner Bros. Television, tinham pedido aos produtores para fazerem cortes no orçamento para haver uma diminuição da parte da NBC na licença. Silverman, Fedak e Schwartz garantiram todos que esta mudança não teria impacto na qualidade da série.
A 28 de Outubro de 2009, numerosas fontes na media começaram a relatar que a NBC teria decidido acrescentar mais seis novos episódios à série.

### Perspectivas para a renovação, 2010
Sérias questões sobre a continuidade de sua viabilidade antes da terceira temporada ir para o ar. Horas antes da sua estreia, quando questionado sobre se a repentina decisão, feita pela NBC, de tirar Jay Leno do horário nobre tinha baixado a fasquia para Chuck, o presidente da NBC, Jeff Gaspin, respondeu, "Eu não diria que a fasquia baixou, mas obviamente não temos muita escolha de momento, para que ele tenha uma boa oportunidade."
Quando questionada sobre as hipóteses de renovação para uma quarta e se os fãs deriam de se pronunciar outra vez, Angela Bromstad rispostou, "Bom, tem de manter o nível, e depende de como se vai desenvolver," mas disse que é uma "surpresa agradável, e que eles estão a fazer um óptimo trabalho."
Contudo, Chuck escorregou, atingindo 1.9 de share por duas consecutivas as of the 11th episode of the season, "Chuck Versus the Final Exam."  O site "TV By The Numbers" noticiou a 23 de Março de 2010 que estes númeris "estavam muito abaixo do nível que indicaria uma provável renovação" apesar das dificuldades generalizadas que a NBC enfrenta nos shares de audiência. Apesar disso, a 30 de Março de 2010, o 12º episódio da série, "Chuck Versus the American Hero" viu o seu share subir para 2.1 e teve aumento de 0.2 milhões de espectadores.[carece de fontes?]
Chuck participou também pela segunda vez consecutiva no concurso online do E!, Salvem as nossas séries, onde ganhou com 52% dos votos. Em segundo lugar ficou One Tree Hill, que arrecadou 20% dos votos.
Michael Ausiello da Entertainment Weekly noticiou que é uma quarta temporada de Chuck é agora "muito provável". No entanto, num anúncio formal será feito até aos Upfronts da NBC, em meados de Maio.
A 11 de Maio, o site TV By The Numbers recebeu a informação de uma fonte fiável de que "Chuck terá uma nova temporada de 13 episódios iniciais, com a possibilidade de escolha de mais 9".
Josh Schwartz (criador/produtor da série) disse em seu Twitter (@JoshSchwartz76): "Acabei de receber a ligação oficial: Obrigado a vocês fãs de Chuck por nos conseguir uma 4ª temporada! Estou excitado para continuar trabalhando com maravilhoso elenco & equipe."
A série retornou Setembro de 2010, na Fall Season americana, em mesmo dia/horário, segundas às 7 horas do Horário Central.

### A Quinta e Última Temporada
Com problemas no número de telespectadores, tudo indicava que a série seria cancelada com o fim da 4ª temporada. Muitos fãs criaram uma campanha para renovar a série, votaram em várias enquetes online e a divulgaram na mídia. Mesmo após várias enquetes e premiações online vencidas, havia poucas chances de que a série pudesse ser renovada.
Em 13 de maio de 2011, o criador e produtor da série, Josh Schwartz, divulgou em seu twitter a seguinte frase "Qual é a Raiz Quadrada de 25?" e logo depois divulgou que a NBC (que exibe a série nos Estados Unidos) havia pedido uma 5ª temporada com mais 13 episódios, embora haja a probabilidade desse número aumentar, ficou decidido que essa será a última temporada da série.
O atual presidente da NBC disse que para haver mais de 13 episódios, será preciso uma ótima audiência, pode ser que haja, pois o show não será mais nas Segundas às 8/7, e sim às Sextas às 8/7, o que pode significar um aumento na audiência .

### Campanha Para Renovação da Série
Atualmente os fãs de Chuck estão fazendo campanhas no twitter (#BringBackChuck), facebook e até petições em (http://glorbi.com/bringbackchuck/) websites que envolvem assinaturas de e-mail para que a série continue. Esta última já obteve mais de 101 mil assinaturas.

## Transmissão e distribuição

### Historial de transmissão
A primeira transmissão do episódio piloto foi a 27 de Julho de 2007 na Comic-Con International em San Diego. A série foi originalmente proposta para ir para o ar às Terças-feiras à noite, às 21:00, tendo este anúncio sido feito nos Upfronts de 2007. No entanto, este horário foi mais tarde mudado para as noites de Segunda-feira às 20:00, anunciado durante a tournée de Verão de 2007 dos Television Critics Association. A estreia da temporada foi para o ar a 24 de Setembro de 2007 na NBC. O episódio piloto foi parar aos sites de torrent a 22 de Julho de 2007. Todos os 13 episódios produzidos antes da Greve dos roteiristas dos Estados Unidos (2007-08) foram para o ar. Os últimos dois episódios dos treze originalmente previstos estrearam a 24 de Janeiro de 2008, como o 12º a ir para o ar às 20:00 e o 13º às 22:00, três dias depois de serem transmitidos no Canadá.
A segunda temporada estreou a 29 de Setembro de 2008. Embora a série tenha tido um primeiro pedido de 13 episódio, a NBC encomendou outros nove, assegurando a que a série teria tratamento completo de 22 episódios. O tema musical foi "Short Skirt/Long Jacket" dos Cake.
A 2 de Fevereiro de 2009, Chuck foi transmitido num episódio completo em 3D. No episódio foi usado o sistema de estereoscopia ColorCode 3D, e podia ser visto graças a um par de óculos especiais distribuídas como parte da campanha "Monsters vs. Aliens", nos Estados Unidos, que foi patrocinada pela Intel.

### Distribuição online
Nos  Estados Unidos, a primeira e segunda temporada completas estão disponíveis para compra na Zune, na iTunes Store, Playstation Network, Amazon Unbox, and Xbox Live Marketplace. Os episódios da terceira temporada (com os anúncios) estão disponíveis na manhã seguinte à sua transmissão nos Estados Unidos no site da NBC, Hulu, IMDB (Hulu de baixa definição) e Fancast. Num campanha de marketing agressiva por parte da  NBC, o episódio piloto foi lançado num largo número de media, desde televisão via satélite até a sites de redes sociais populares como o Facebook. Foi mostrado nos voos da United Airlines, distribuído gratuitamente em vídeo sobre demanda em cerca de 20 sistemas de cabo e satélite incluindo Comcast, Time Warner Cable, Cox Communications e Dish Network, no Yahoo! e Amazon Unbox.
Além disso, antes da exibição de Chuck no Reino Unido, o episódio piloto foi lançado como um download gratuito temporário no iTunes. Uma semana antes da estreia da segunda temporada nos Estados Unidos, o iTunes ofereceu o download gratuito do primeiro episódio como uma "pré-estréia". Esta promoção também esteve disponível no Xbox live marketplace.

### Media em casa
| Name                          | Datas de lançamento                                           | Datas de lançamento   | Datas de lançamento    | Ep # |
| Name                          | Região 1                                                      | Região 2              | Região 4               | Ep # |
| ----------------------------- | ------------------------------------------------------------- | --------------------- | ---------------------- | ---- |
| A Primeira Temporada Completa | 16 de Setembro de 2008 (DVD) 11 de Novembro de 2008 (Blu-ray) | 18 de Agosto de 2008  | 12 de Novembro de 2008 | 13   |
| A Segunda Temporada Completa  | 5 de Janeiro de 2010                                          | 5 de Outubro de 2009  | 7 de Abril de 2010     | 22   |
| A Terceira Temporada Completa | 7 de Setembro de 2010                                         | 25 de Outubro de 2010 | 2 de Março de 2011     | 19   |

Tanto o DVD como o Disco Blu-ray são distribuídos pela Warner Home Video.
O DVD e o Disco Blu-ray da A Primeira Temporada Completa contêm as mesmos extras: cenas cortadas ("Cenas (In)confidenciais");  Chuck sobre Chuck: As estrelas da série juntam-se aos criadores para uma troca de opiniões; O Mundo de Chuck: Desenvolvimento de Personagens e Castings Originais; Chuck vs Risotas: Apanhados; Mundo Virtual: Galeria de Curtas-Metragens Online.
A 8 de Outubro de 2009, a Warner Home Video anunciou que a segunda temporada de Chuck seria lançada a 5 de Janeiro de 2010. Tal como o seu antecessor, Chuck: A Segunda Temporada Completa passou a estar disponível tanto no formato DVD como no formato Blu-ray. A revista TIME na sua selecção para Janeiro de 2010, dizendo "O desejo de realização nerd não é mais engraçado do que isto".

## Outra media

### Marketing
Em Maio de 2007, a NBC anunciou que o seu site oficial lançaria a aplicação "MyNBC", permitindo aos usuários uma maior interactividade com os seus programas preferidos. MyNBC permite aos fãs pesquisar através do cérebro de Chuck a informação ultra secreta do governo que esta personagem possui. Também tem vídeos disponíveis. Além disso, a NBC anunciou, em Julho de 2007, que quando os fãs entrassem no micro site Buy-More.net seriam redireccionados para o NerdHerdHelp.com dando-lhes acesso exclusivo a conteúdos da série e que o blog escrito pelo melhor amigo da personagem principal e seu ajudante, Morgan, seria lançado em Setembro de 2007. É espectável que a NBC gaste cerca dum total de 8 milhões de dólares na promoção da série.

### Quadrinhos
Wildstorm, uma marca da DC Comics, produziu uma mini-série de seis números, escrita por Peter Johnson e Zev Borow (co-produtor e argumentista da série, respectivamente), com desenhos de Jeremy Haun e Phil Noto. Começou em Junho de 2008. Uma edição de coleccionadores de brochuras foi publicada em Julho de 2009. Também inclui um anúncio de serviço público sobre lavar os dentes feito pelo Captain Awesome duas aventuras de comédia com Morgan baseadas nos film noir e na Odisseia. (A WildStorm também lançou Ex Machina de  Brian K. Vaughan, uma série em que o personagem principal se fundo com uma estrutura tecnológica, cujo número #39 é usado em Chuck para esconder o Manual Operativo do Intersect da General Beckman, de Casey e de Sarah, para Chuck o poder estudar - episódio 17, 2ª temporada.)

## Prêmios na internet
Chuck também ganhou muitos prêmios de sites de internet nos Estados Unidos de melhor elenco entre outros. No Brasil, a série ganhou um concurso do site "Minha Série", sendo eleita a melhor série dentre as outras que participaram da eleição, superando favoritos como House, Supernatural, CSI,The Vampire Diaries e principalmente Two and a Half Men que é considerada umas das melhores séries de comédia já produzida.

## Trilha sonora
Nunca foi lançada uma trilha sonora oficial de Chuck, mas a série conta com grandes sucessos tocando em seus episódios. Tendo como Short Skirt / Long Jacket da banda Cake como tema de abertura, dentro dos episódios algumas das músicas são, por exemplo: Toxic de Britney Spears (episódio Chuck vs. The Thruth), Blow de Ke$ha (episódio Chuck vs. The Agent X), Kiss With A Fist de Florence and the Machine (episódio Chuck vs. The Firtst Fight), Any Way You Want It da banda Journey (aparece na série como o toque do celular de Chuck), Eye Of The Tiger de Survivor (episódio Chuck vs. The Pink Slip), Just Like Paradise de David Lee Roth e Sexy Chick de David Guetta e Akon (ambas no episódio Chuck vs. The Three Words). Além de sucessos do rock e o pop a série também conta com sucessos instrumentais de Bethoven e Mozart em alguns episódios.